# Hot Chocolate
Hot Chocolate je britanski sastav osnovan 1968. u Brixtonu. Izvornu postavu činili su Errol Brown, Tony Connor, Larry Ferguson, Harvey Hinsley, Patrick Olive i Tony Wilson. Vrh popularnosti dosegli su sredinom 70-ih te početkom 80-ih godina 20. stoljeća iz kojeg su vremena poznati singlovi: "Emma" (1974.), "You Sexy Thing" (1975.), "So You Win Again" (1977.), "Every 1's a Winner" (1978.), "It Started with a Kiss" (1982.) i drugi.

## Studijski albumi
- Cicero Park (1974.)
- Hot Chocolate (1975.)
- Man to Man (1976.)
- Every 1's a Winner (1978.)
- Going Through the Motions (1979.)
- Class (1980.)
- Mystery (1982.)
- Love Shot (1983.)
- Strictly Dance (1993.)